# Underneath Your Clothes
Singles de Shakira
Whenever, Wherever
(2001) Objection (Tango)
(2002)
Pistes de Laundry Service
Objection (Tango) Whenever, Wherever
Underneath Your Clothes est une chanson de la chanteuse Shakira écrite et composée par Shakira et Lester Mendez.

## Liste des pistes
CD maxi
1. "Underneath Your Clothes" (album version) — 3:44
2. "Underneath Your Clothes" (acoustic version) — 3:55
3. "Underneath Your Clothes" (Mendez club radio edit) — 3:24
4. "Underneath Your Clothes" (Thunderpuss club mix) — 6:52
5. "Underneath Your Clothes" (video)

CD single
1. "Underneath Your Clothes" (album version) — 3:44
2. "Underneath Your Clothes" (acoustic version) — 3:55

## Remixes officiels
1. "Underneath Your Clothes" (Acoustic Live Vox Version)
2. "Underneath Your Clothes" (Bastone & Burnz Mix)
3. "Underneath Your Clothes" (Fairlite Remix)
4. "Underneath Your Clothes" (Lester Mendez Club Mix)
5. "Underneath Your Clothes" (Lester Mendez Club Mix Radio Edit)
6. "Underneath Your Clothes" (Lester Mendez Dub Mix)
7. "Underneath Your Clothes" (The Xquizit Dj X D&D Dub Mix)
8. "Underneath Your Clothes" (The Xquizit Dj X D&D Vocal Remixes)
9. "Underneath Your Clothes" (Thunderpuss Club Mix)
10. "Underneath Your Clothes" (Thunderpuss Club Radio Edit)
11. "Underneath Your Clothes" (Thunderpuss Club Video Edit Mix)
12. "Underneath Your Clothes" (Thunderpuss Radio Edit)
13. "Underneath Your Clothes" (Thunderdub)
14. "Underneath Your Clothes" (Thunderpuss Tribe-A-Pella)

## Personnel
- Producteur : Shakira
- Coproduit par Lester Mendez pour Living Stereo
- Arrangé par Shakira et Lester Mendez
- claviers : Lester Mendez
- Guitares : Tim Pierce et Brian Ray
- Basse : Paul Bushnell
- Percussion : Richard Bravo
- batterie : Abraham Laboriel, Jr.
- Arrangement des cors : Lester Mendez
- Direction de l'orchestre de cors : Camilo Valencia
- Trompette : Tony Concepción
- Trompette et piccolo : Jim Hacker
- Saxophone baryton et ténor : Ed Calle
- Trombone basse et tuba : Joe Barati
- Trombone et trombone basse : Dane Teboe
- Chœurs : Shakira et Rita Quintero
- Ingénieurs du son : Terry Manning, Javier Garza et Gustavo Celis
- Ingénieur de mixage : Eric Schilling
- Ingénieurs additionnels : Carlos Paucar, Mike Couzzi, Jorge González et Alfred Figueroa
- Assistants ingénieurs : Jorge González,  Tony Mardini, Ken Theis, Ed Williams, Chris Carroll, Christine Tramontano, Nicholas Marshall, Oswald Bowe et Alex Dixon

## Classements et certifications
| Classement (2002)                       | Meilleure position |
| --------------------------------------- | ------------------ |
| Australie (ARIA)                        | 1                  |
| Autriche (Ö3 Austria Top 40)            | 1                  |
| Belgique (Flandre Ultratop 50 Singles)  | 1                  |
| Belgique (Wallonie Ultratop 50 Singles) | 7                  |
| Canada (Hot 100)                        | 11                 |
| Danemark (Tracklisten)                  | 4                  |
| Finlande (Suomen virallinen lista)      | 8                  |
| France (SNEP)                           | 2                  |
| Allemagne (Media Control AG)            | 2                  |
| Hongrie (Rádiós Top 40)                 | 9                  |
| Hongrie (Single Top 40)                 | 1                  |
| Irlande (IRMA)                          | 1                  |
| Italie (FIMI)                           | 3                  |
| Pays-Bas (Single Top 100)               | 1                  |
| Nouvelle-Zélande (RMNZ)                 | 2                  |
| Norvège (VG-lista)                      | 2                  |
| Suède (Sverigetopplistan)               | 3                  |
| Suisse (Schweizer Hitparade)            | 2                  |
| Royaume-Uni (UK Singles Chart)          | 3                  |
| États-Unis (Hot 100)                    | 9                  |
| États-Unis (Dance Club Songs)           | 5                  |
| États-Unis (Latin Pop Airplay)          | 40                 |
| États-Unis (Pop Airplay)                | 4                  |

| Classement (2002)                     | Position |
| ------------------------------------- | -------- |
| Australie Classement single           | 12       |
| Autriche Classement single            | 7        |
| Belgique (Flandre) Classement single  | 5        |
| Belgique (Wallonie) Classement single | 18       |
| Pays-Bas Top 40                       | 15       |
| France Classement single              | 29       |
| Irlande Classement single             | 13       |
| Nouvelle-Zélande Classement single    | 14       |
| Suisse Classement single              | 4        |
| Royaume-Uni Classement single         | 41       |
| États-Unis U.S. Billboard Hot 100     | 66       |

| Classement (2000–2009)      | Position |
| --------------------------- | -------- |
| Allemagne Classement single | 88       |

| CountryPays | Certification | Date              | Ventes  |
| ----------- | ------------- | ----------------- | ------- |
| Australie   | 2 × Platine   | 2002              | 140,000 |
| Autriche    | Platine       | 14 février 2003   | 30,000  |
| Belgique    | Platine       | 21 septembre 2002 | 50,000  |
| France      | Or            | 6 novembre 2002   | 250,000 |
| Allemagne   | Or            | 2002              | 150,000 |
| Suisse      | Platine       | 2002              | 40,000  |